# Polo museale Sapienza

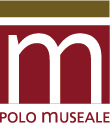
Logo Polo museale Sapienza

Il Polo museale Sapienza (PmS) è un gruppo di 18 strutture museali facenti riferimento alla Sapienza Università di Roma. La maggior parte di essi è situata all'interno della città universitaria di Roma o nelle sue vicinanze.

## Storia
Il Polo museale Sapienza coordina e promuove un sistema integrato di musei universitari che conservano un patrimonio di collezioni in grado di illustrare diversi campi della conoscenza, in rapporto a discipline sia scientifiche sia umanistiche.

## Descrizione

### Museo di Anatomia Comparata
Ospita uno scheletro di una balenottera di 20 metri e di un capodoglio sito a mezz'aria sulla volta d'ingresso. Completano l'esposizione, tra gli altri oggetti da citare, degli strumenti per la ricerca anatomica, dei composti istologici e dei cimeli dello zoologo Battista Grassi.

#### Storia
L'origine del museo trae ispirazione dal "museo di mineralogia et historia naturalis" che nel 1805 fu allestito presso l'archiginnasio della Sapienza. Il catalogo manoscritto risale al 1850 circa è conservato all'Archivio di Stato. Tuttavia alcuni oggetti sono più antichi e derivano dalla collezione di Atanasio Kircher.

#### Descrizione

##### La sala cetacei
Vi è uno scheletro di una balenottera lunga circa 22 metri circa di lunghezza arenato nel 1866 nel litorale romano presso Santa Marinella. Anticamente fu esposto nell'orto botanico. Inoltre vi sono un cranio di un'altra balenottera di cui si ipotizza una lunghezza di 26 metri; il rostro di un narvalo e, tra l'altro, viene fatto il confronto tra lo scheletro di una giraffa e quello di un tursiope.

##### La sala didattica
In questa sala vi sono dei preparati anatomici riservati agli studenti per la realizzazione dei loro esami all'università.

##### La sala Grassi
Vi sono esposti dei cimeli legati al zoologo Grassi nonché dei manoscritti delle sue opere e vari strumenti antichi tra cui microtomi, microscopi e degli apparecchi microfotografici che spaziano dalla fine del Settecento agli inizi del Novecento.

##### La sala multimediale
In questa sala sono collezionate alcune videocassette che fanno comprendere la struttura dei vertebrati.

### Museo di Anatomia Patologica
Questo museo è sito nel Policlinico Umberto I e comprende circa 2 200 reperti tra reperti autoptici ed organi prelevati da operazioni chirurgiche. Questi reperti sono conservati sotto vetro ed un cartellino ne espone la patologia del reperto esposto.

#### Storia
Originariamente la collezione iniziata da Ettore Marchiafava alla fine dell'800 si trovava all'interno dell'Ospedale di Santo Spirito e successivamente portata all'attuale sede del Policlinico Umberto I. Successivamente fu distrutta quasi completamente durante il bombardamento di San Lorenzo nel marzo 1944. La ricostruzione fu iniziata nel 1950 mediante richiesta di Antonio Ascenzi. In seguito la collezione fu arricchita da documenti che strada facendo si modificavano o che fecero un'improvvisa comparsa come l'AIDS.

#### Descrizione
Il museo consta di campioni anatomopatologia tuttavia la branca più completa è quella di patologia cardiovascolare che consta di circa 900 campioni.

### Museo delle Antichità Etrusche e Italiche
Questo museo ricostruisce le antiche popolazioni italiche attraverso calchi, plastici e grafici.
Storia
Il museo fu progettato nel 1955 da Massimo Pallottino come complemento di due musei già esistenti all'interno dell'università La Sapienza, quello dei Gessi e quello delle origini. Tuttavia l'attuale collezione del museo è frutto di molte acquisizioni fatte a partire dal 1962. Nel 2004 il museo delle origini dona al museo delle antichità etrusche e italiche dei reperti rinvenuto durante degli scavi archeologici in cavernette falisce realizzati tra la fine dell'800 ed il primo trentennio del 900 da Angelo Pasqui, Raniero Mengarelli e Ugo Rellini nella zona di Corchiano Falerii. Del 2005 è l'acquisizione della collezione Gorga dal museo Pigorini.

#### Struttura
Il museo si divide in due sezioni:
- La collezione Gorga con ceramiche etrusche ed italiche risalenti ad un periodo tra l'età arcaica e tardo ellenica, e bronzi etrusco-italici e romani.
- La collezione Rellini con materiali falisci, capenati e relativi al versante adriatico

Il museo occupa due piani ed occupa una superficie complessiva di 570 m² compresi tra il pianterreno ed il seminterrato nel palazzo di lettere e filosofia, facoltà di scienze umanistiche.

### Museo di Antropologia "Giuseppe Sergi"
In questo museo sono esposti vari reperti che rappresentano la storia evolutiva dell'uomo tra cui dei crani di uomini di Neanderthal risalenti a 120.000 anni fa e rinvenuti casualmente presso Porta Pia a Roma.

#### Storia
La storia del museo ebbe inizio nel 1884 quando la cattedra di scienze della Sapienza fu affidata a Giuseppe Sergi. Nel 1887 sia l'istituto che il museo furono collocati nel palazzo del Collegio Romano presso Piazza Venezia a Roma. Vi si accedeva da una porticina al primo piano che immetteva in un lungo corridoio con, ai lati, dei mobili e degli scaffali che ospitavano le collezioni antropologiche e naturalistiche tra le più disparate. Tra il 1929 ed il 1935 il museo si arricchì dei crani dell'uomo di Saccopastore. Nel 1938 sia l'istituto che il museo vennero trasferiti alla città universitaria e collocato al secondo piano dell'edificio di psicologia-antropologia, mentre, dal 1982 è stata collocata un'ala espositiva permanente che ospita la divulgazione dell'antropologia. Nel 1984 il museo fu intitolato a Giuseppe Sergi.

#### Descrizione
Oltre ai già citati crani dell'uomo di Saccopastore vi sono conservati:
- il cranio ed altri scarni resti dell'uomo della Maiella
- scheletri di vari periodi preistorici di varie parti del mondo
- una collezione di primati
- degli strumenti antropologici e psicofisiologici risalenti alla fine dell'Ottocento.

### Museo di Arte Classica
Detto comunemente Museo dei Gessi o Gipsoteca. Il museo è suddiviso in 56 sale che espongono oltre 1000 copie in gesso di opere che spaziano dall'età classica al tardo ellenismo. È situato nell'edificio che ospita la Facoltà di Lettere e Filosofia.

#### Storia
Il museo fu fondato da Emanuel Löwy nel 1892. L'idea di Löwy era quella di creare dei calchi in gesso di sculture ellenistiche originali e da copie romane a scopo didattico per le sue attività di professore. Tuttavia la prima sede fu al pianterreno di un palazzo al rione Testaccio al centro storico di Roma. In seguito, nel 1925 il museo fu spostato all'Istituto di San Michele e nel 1935 fu spostato nella sua attuale sede alla città universitaria.

#### Descrizione
In taluni casi il museo mette a confronto i calchi di più repliche di uno stesso originale andato smarrito. Oltre ai calchi di statue, il museo conserva una raccolta di impronte gemmarie. Nell'Odeion del museo si svolgono le lezioni universitarie, convegni e conferenze; l'atrio ospita mostre temporanee.

### Museo Laboratorio di Arte Contemporanea (MLAC)
Nato come osservatorio e centro di ricerche sull'arte figurativa e l'arte contemporanea, attualmente è diretto da Giuseppe Di Giacomo, ordinario di Estetica presso la Sapienza Università di Roma. Il Museo ha come obiettivo la promozione, la tutela, lo studio e la valorizzazione dell'arte contemporanea nella molteplicità delle sue forme. Il Museo si rivolge non soltanto agli studenti, agli studiosi e agli specialisti, ma anche agli stessi artisti, come pure a un pubblico più vasto, in un'ottica di apertura sempre più produttiva e strutturata verso l'esterno (come in particolare mostrano le diverse forme di collaborazione che il Museo sta definendo con alcune tra le principali istituzioni culturali a livello sia nazionale che internazionale con sede a Roma), in conformità con il progetto culturale del Polo Museale Sapienza. Di qui il carattere innanzitutto laboratoriale del Museo, che si offre come spazio interdisciplinare aperto destinato al confronto, alla sperimentazione e al dibattito.

#### Storia e descrizione
Il nuovo museo è stato realizzato da Simonetta Lux nel 2003, sulle orme del museo preesistente, mantenendo lo stesso nome dal 1985 e con lo scopo, oltre che di promuovere la ricerca e la didattica, di creare un rapporto produttivo con l'artista e l'opera d'arte. Il centro di ricerca svolge:
- ricerca scientifica storico-critica
- esposizioni ed attività creative
- attività produttiva.

Il museo, inoltre, ospita corsi di formazione per laureati e master con specializzazione in cura critica, installazione museale, curatore d'arte contemporanea (I e II livello). Il museo consta anche di un archivio di musica.

### Museo di Arte e Giacimenti Minerari (Rocce Ornamentali)
Si è formato tramite una donazione dell'Associazione Assomarmi. In seguito si arricchì con lastre, pannelli illustrativi e foto. Anticamente era sito in un corridoio della sezione materie prime della Facoltà di Ingegneria prima di avere una sede fissa. La collezione è suddivisa per regioni e illustra la produzione di rocce ornamentali dell'Italia.

#### Storia
Il museo si forma nel 1984 tramite la donazione dell'associazione Assomarmi composta di cento lastre di rocce ornamentali. Originariamente si trovava nel dipartimento di ingegneria chimica, dei materiali delle materie prime e metallurgia a Via Eudossiana 18 a Roma, in seguito, ad ottobre 2000, il museo fu trasferito nel polo decentrato di Latina nella facoltà di ingegneria, qui il museo consta di una sede propria. La collezione, nel corso degli anni, si è arricchita fino ad arrivare alle attuali 150 lastre provenienti da molte regioni italiane. Completano la visita foto, cartografie e illustrazioni. La nomenclatura tiene conto del nome commerciale, il più conosciuto. Recentemente il museo si è arricchito di 90 campioni circa di minerali provenienti non solo dall'Italia ma anche da altre parti del mondo classificati in base all'aspetto e della genesi in base alla letteratura geologica, inoltre il museo si è arricchito di altre 120 rocce.

### Museo di Chimica
Fu inaugurato nel 1992. Conserva vari strumenti di laboratorio, dei coloranti sintetici conservati in bottigliette antiche e il materiale pionieristico dell'istituto universitario di via Panisperna.

#### Descrizione
Il museo è sito al pianoterra del dipartimento di chimica vicino all'edificio Cannizzaro. Il museo ha una superficie di 250 m² suddivisa su due sale, la prima espone materiale storico, mentre la seconda ad esperienze innovative. Tra l'altro vi sono dei documenti di Stanislao Cannizzaro del 1872. Tra le opere minori sono da citare dei crioscopi, degli ebullioscopi e alcune attrezzature per la misurazione della radioattività oltre a dei termometri e ad attrezzi più recenti.

### Museo Erbario di Roma
Vi sono conservati oltre un milione di esemplari vegetali. Il museo è suddiviso in cinque sezioni. Esemplari vegetali vivi sono invece esposti all'Orto botanico di Largo Cristina di Svezia 24 sempre a Roma.

#### Storia
Nel 1872 il ministro Antonio Scialoja chiamò Giuseppe De Notaris come professore di botanica all'università La Sapienza di Roma, così egli si dedico alla raccolta di collezioni essiccate tra cui quella dell'erbario Ettore Rolli. A De Notaris succedette Nicola Antonio Pedicino che continuò l'ampliamento della fitoteca con l'acquisizione con l'acquisizione di raccolte tra le quali, degne di nota sono quelle di Pietro Sanguinetti e di Elisabetta Fiorini-Mazzanti e curando la collezione del predecessore. A Pedicino successe Pietro Romualdo Pirotta già professore di botanica a Modena. Suoi collaboratori furono Achille Terracciano, Emilio Chiovena e Fabrizio Cortesi. Il Pirotta continuò l'ampliamento della collezione con l'aggiunta di vari erbari, tra i quali quello di Vincenzo Cesati e di vari materiali vegetali dell'Eritrea e della Somalia. L'erbario, come lo vediamo oggi, è il frutto della sistemazione del 1938 quando viene spostato dall'istituto botanico alla nuova sede e dell'ampliamento e ammodernamento del 2006/7: in questo biennio vennero aggiunti un impianto di climatizzazione adatto allo scopo di mantenere le sale, e quindi le collezioni, ad una temperatura adatta alla conservazione, gli arredi furono sostituiti con altri più moderni e fu aggiunta una sala con computer.
Per maggiori informazioni, visita il sito web: https://web.uniroma1.it/erbario/

#### Descrizione
Il museo si suddivide in due sale con una superficie complessiva di 70 m². Il museo si trova al 2º piano del palazzo del dipartimento di biologia vegetale. La collezione comprende 1.005.000 piante. Il museo si suddivide nelle seguenti sezioni: erbario romano, erbario generale, collezione Cesati, collezione Montelucci, collezione Anzelone e varie collezioni del XVII-XX secolo.

### Museo di Fisica
Il museo è stato istituito nel 1857, tuttavia del museo originale rimane ben poco. I reperti esposti risalgono alla fine dell'Ottocento ed agli inizi del Novecento. Tra i materiali esposti vi sono dei materiali di Enrico Fermi e dei ragazzi di via Panisperna.

#### Storia
Il nucleo originario del museo corrisponde al Teatro fisico della Sapienza istituito con chirografo del 14 ottobre 1748 delle cui attività le notizie sono scarse. Tuttavia il catalogo del 1828 attesta sulla consistenza delle collezioni. Al nucleo originale di circa 200 strumenti si aggiunsero vari altri su interesse di Saverio Berlocci, inoltre lo stesso catalogo cita di vari acquisti nel 1843. In seguito si aggiunsero le collezioni del marchese Origo e di Scarpellini. Nel 1747 il Gabinetto di fisica ottenne varie macchine dal papa. Nel 1857, per volontà di Pio IX il museo fu posto nei locali all'ultimo piano del palazzo La Sapienza. Nel 1978 in occasione del settantesimo compleanno di Edoardo Amaldi furono portati delle strumentazioni del 1927 ed esposte in due sale del nuovo edificio di fisica ove è la nuova sede del museo. Della collezione originaria del Teatro fisico o del Gabinetto di Fisica della Sapienza rimane ben poco.

#### Struttura
Il Museo è suddiviso nelle seguenti sezioni:
- Acustica
- Ottica
- Spettroscopia
- Collezione Fermi
- Meccanica
- Pompe pneumatiche
- Elettricità e magnetismo

### Museo di storia della medicina
Consta di circa 10000 reperti tra copie ed autentici che spaziano dalla medicina e dal pensiero medico a partire dall'Età della pietra al XIX secolo. Tra i reperti da citare vi sono: dei vasi da farmacia ed esempi di farmacia portatile. Attualmente è visitabile in parte.

#### Storia
Il museo fu fondato nel 1938 da Adalberto Pazzini con una collezione di àmbito storico-medico, tra cui molti pezzi originali, che spaziano dal sapere medico della preistoria alla medicina dei geni.

#### Struttura
Il piano seminterraneo vi sono delle ricostruzioni di ambienti: la spezieria e la bottega dell'alchimista. Il primo piano espone delle illustrazioni mediche delle civiltà mediterranee dalla preistoria al XVII secolo. Il secondo piano mostra il passaggio dalla medicina sperimentale alla biomedicina più recenti, della medicina dei geni e delle sue applicazioni tecniche.

### Museo Merceologico
Il museo è sito nella facoltà di economia. Tra i materiali esposti vi sono legni, carte, metalli, fibre, pelli, bracciali, cappelli, sigarette, tazzine.

#### Storia
Fu fondato il 1º novembre 1906 da Vittorio Villavecchia ed ha seguito le vicende dell'Istituto di merceologia e della Facoltà di Economia e Commercio. Da Piazza Borghese, nel centro di Roma, nel 1972 è stato spostato nella sede attuale.

#### Descrizione
Il museo consta di un'unica sala di 300 m². La sala è suddivisa nelle seguenti sezioni:
- Minerali (tra cui spiccano la bauxite, la blenda, la calcite, il cinabro, l'ematite, il gesso, la pirite, il quarzo, la vesuvianite e la grafite)
- Metalli e leghe (metalli dal rame all'antimonio, metalli speciali dal cromo al tungsteno, metalli preziosi dall'argento all'oro, metalli radioattivi dall'uranio al torio, metalli e leghe ferrose)
- Prodotti chimici (dagli alcali allo zolfo e derivati, dal fosforo ai concimi derivati, alcool)
- materiali edili: Decorazione e scultura (dal granito al marmo); materiali argiciciali tra cui laterizi ai materiali cementizi)
- Ceramiche: porose (terracotta, terraglie, maiolica) a pasta non porosa (gres e porcellana)
- Vetro (dai vetri e colorati con vari componenti chimici
- Conceria (cuoio e pellame)
- Tessuti: naturali (dal cotone alla canapa ed alla seta), artificiali e sintetiche
- Carta
- Plastica
- Strumenti scientifici
- Alimenti e derivati (cereali e derivati delle loro macinazioni, amidi, fecole, zucchero, eccitanti, cacao, piante medicinali, spezie ed oli)
- Cera animale e vegetale
- Tabacco
- Gomme (tra cui gomma arabica, gommalacca, gommagutta e caucciù
- Aromi (per la cosmetica e per i dolci)
- Coloranti (naturali ed artificiali)
- Prodotti del mare (spugne, coralli e colla di pesce).

### Museo delle Origini
Questo museo ospita reperti archeologici sia originali che copie sperimentali realizzati mediante calchi o ricostruzioni di scavi archeologici che spaziano dal Paleolitico all'Età del Ferro.

#### Storia
Il museo fu fondato nel 1942 da Ugo Rellini con ufficializzazione il 23 febbraio dello stesso anno. L'allestimento fu curato da Salvatore Marco Puglisi e dai suoi collaboratori. Il 1992 il museo fu ristrutturato e il percorso museale fu modificato.

#### Descrizione
Alcuni reperti provengono dal fondatore del museo (Collezione Rellini), altri reperti, invece, provengono da alcuni prestiti forniti da alcune Soprintendenze italiane. Questi reperti provengono da vari scavi condotti prevalentemente dall'Italia centro-meridionale ed insulare. Alcuni oggetti sono stati copiati come attestano alcuni calchi, i cui originali sono tuttavia in musei esteri tipo alcuni crani di australopitechi e di vari altri ominidi del genere homo, delle statuette raffiguranti delle "veneri" paleolitiche ed alcuni oggetti in osso. tra l'altro vi sono dei plastici che raffigurano una capanna ascrivibile ad un abitato dell'eneolitico di Maccarese (zona nei pressi di Roma), delle palafitte risalenti al bronzo antico e medio ed un nuraghe del bronzo finale-inizi dell'età del Ferro. Tra le altre opere esposte sono da citare: dei corredi funebri delle necropoli protovillanoviane del Sasso di Furbara (Roma) dei bronzi dell'inizio dell'età del ferro di Piediluco e dei resti lignei. Nei locali adiacenti al museo vi è un laboratorio che ospita dei materiali consultabili a richiesta e vi si effettuano degli studi archeometrici ed ospita vari microscopi adatti allo scopo.

### Museo Universitario di Scienze della Terra (MUST)
Il MUST (Museo Universitario di Scienze della Terra) nasce dalla fusione dei tre musei storici di Geologia, Mineralogia e Paleontologia di Sapienza Università di Roma, in cui sono custoditi 34 000 campioni mineralogici, 3 000 geologici e 100 000 paleontologici (minerali, gemme preziose, rocce e fossili, che non di rado costituiscono esemplari unici a livello nazionale ed internazionale),oltre a libri, carte tematiche e strumenti d’importanza storica.
Il MUST è situato all’interno dell’edificio progettato dall'architetto Giovanni Michelucci, e la sua ristrutturazione prevede la costituzione di un percorso museale unitario dedicato alle scolaresche, alle famiglie e ad un turismo culturale di tipo nazionale ed internazionale per una fruizione moderna e coinvolgente. Al contempo è già in corso di esecuzione l’allestimento di un moderno deposito e di vari laboratori dedicati alla conservazione dei reperti museali e alla ricerca di livello universitario, analogamente a quanto avviene nei musei di storia naturale delle grandi città europee e mondiali.
La superficie complessiva del MUST, distribuita su 4 piani, è pari a circa 4500 m², di cui oltre 500 m² dedicati al deposito e a locali di servizio e 4000 m² dedicati alle sale espositive; a questi si aggiungono circa 300 m² destinati a laboratori di ricerca condivisi tra Museo e Dipartimento.
Le visite guidate a tutte e tre le aree del MUST sono state temporaneamente sospese per importanti lavori di ristrutturazione, volti ad inserirle un nuovo progetto museale moderno e accogliente.

#### Storia dei tre musei storici confluiti nel MUST
Il Museo di Geologia fu fondato nel 1873 da Giuseppe Ponzi con collezioni personali e con reperti provenienti anche dal seicentesco Museo Kircheriano. Esso ospitava alcune collezioni ottocentesche di marmi antichi tra le quali la prestigiosa raccolta di Tommaso Belli che comprende circa 550 marmette, ritagliate da reperti di pietre ornamentali, venuti alla luce in occasione degli scavi di Roma antica. Nella sala espositiva, mediante rocce, pannelli, modelli in gesso e altri strumenti interattivi e postazioni multimediali, vengono trattati diversi argomenti sull’evoluzione della Terra, i rischi geologici e le risorse che derivano dalla sua dinamica, l’origine e la deformazione delle rocce, la registrazione del tempo in geologia.
Il Museo di Mineralogia è il più antico tra tutti i musei scientifici di Sapienza Università di Roma essendo stato istituito da Papa Pio VII il 13 novembre 1804. Allestito in meno di due anni, fu inaugurato il 27 ottobre 1806 sotto la direzione di Padre Carlo Giuseppe Gismondi a cui sono succeduti, in 210 anni, 13 direttori tra i quali Giovanni Strüver, chiamato a Roma nel 1873 da Quintino Sella, e Federico Millosevich, che curò il trasferimento nella sede attuale. Frutto dell'assidua opera di conservazione, raccolta e acquisizione il Museo di Mineralogia comprende una collezione di 34 000 esemplari di minerali e alcune collezioni speciali: minerali del Lazio, meteoriti, cristalli singoli, gemme naturali e sintetiche e la famosa Dactylioteca contenente 388 anelli donati da Papa Leone XII.
Il Museo di Paleontologia nacque nel 1928 quando venne istituita la Cattedra di Paleontologia. Tuttavia diverse collezioni traggono origine già nel 1864, quando con l'istituzione della Cattedra di Geologia, venne istituito il Regio Museo Geologico universitario, che raggruppava le collezioni di geologia, di paleontologia e mineralogia. Attualmente sono conservati oltre 10 000 fossili rinvenuti sia in Italia che all'estero. Il settore espositivo era costituito da due ampi saloni, uno comprendente resti di vertebrati (tra i quali spiccano l’Allosaurus fragilise il Paleoloxodonantiquus) e la sala contenente fossili di vegetali e invertebrati, dai Protozoi ai Metazoi.

### Museo del Vicino Oriente, Egitto e Mediterraneo
Il museo è suddiviso in due sezioni di cui la prima è dedicata ad Egitto e Sudan mentre la seconda è dedicata alla Palestina, alla Siria, alla Tunisia, alla Sardegna, alla Sicilia, a Malta ed a Pantelleria.

#### Storia
Il museo è stato fondato nel 1962 quando furono schedati i primi materiali. Il museo ospita dei reperti archeologici che provengono dal vicino oriente, in seguito arricchitosi di doni ed acquisti.

#### Descrizione

##### Sezione Egitto
Il primo nucleo consta di materiali risalenti al 1964 e inerenti a scavi condotti in Egitto e Sudan. I materiali constano di corredi funebri dal periodo protodinastico all'età cristiana provenienti dal sito di Tamit e ceramiche e pitture murali provenienti dal sito di Sonqi Tino, reperti spazianti dall'età protodinastica al periodo copto provenienti dal sito di Antinoe, reperti funebri provenienti da Tebe, ceramiche meroitiche provenienti da Gebel Barckal. Altri reperti sono stati acquistati al mercato antiquario egiziano (statue e stele in gesso), mentre altri reperti ancora sono stati donati da privati come frammenti lignei di sarcofagi, frammenti di statue in pietra e ushabti.

##### Sezione orientale
Consta di un settore dedicato all'Asia comprendente degli scavi in Siria ed in Israele ed uno mediterraneo comprendente scavi a Malta, Sicilia e Sardegna.

##### Settore Asia
Gli scavi siriani hanno riportato frammenti di ceramica databili al III millennio a.C. al 600 a.C. e calchi di tavolette cuneiformi e vari arredi provenienti da Ebla-Tell Mardikh e delle ceramiche dell'età del ferro proveniente da Hazrek-Tell Afis (in prestito).
I reperti siriani vi sono dei frammenti architettonici, tra cui capitelli, inoltre vi sono ceramiche e delle monete che spaziano dall'età israelitica al periodo romano di Ramat Rahel e delle statue fittili del tipo fenicio e cipriota proveniente da Akhziv.

##### Settore Mediterraneo
Gli scavi del Mediterraneo riguardano la cultura fenicia e databili dal VII secolo a.C. al periodo ellenistico.
Da Malta provengono una testa di una statua e dei frammenti ceramici.
Dalla Sicilia provengono dei calchi di steli votive da Mozia.
Invece dalla Sardegna provengono stele in pietra, corredi funebri e degli oggetti di culto provenienti dal Monte Sirai.

### Museo di Zoologia
Il museo è suddiviso in tre sedi, secondo una convenzione fatta tra il comune di Roma e l'università. La prima è al museo civico di zoologia al Giardino zoologico di Roma, la seconda, cioè il nucleo centrale, è all'università che comprende esemplari dei vari gruppi zoologici, per la maggiore invertebrati, tra i vertebrati vi sono pesci, anfibi, rettili e micro-mammiferi, nella terza sezione di Via Catone si trovano delle collezioni entomologiche costituite da vari insetti.

#### Storia
La sua fondazione risale agli inizi del XIX secolo. Il museo si forma con le collezioni dell'archiginnasio pontificio. Nel 1824 Gregorio XVI istituisce il museo del gabinetto di zoologia e di zootomia. Nel 1853 Pio IX fu reso autonomo come museo di zoologia nel palazzo della sapienza ed ebbe un direttore (Luigi Metaxà). Era suddiviso in tre saloni con delle vetrine che catalogavano i campioni in modo più che altro artistico anziché scientifico. Antonio Carruccio cercò di realizzare un museo con intenti culturali cercando di aumentare le collezioni, oltre la ricerca e la didattica. Nel 1914 fu nominato come direttore Federico Raffaele che istituì l'istituto di zoologia a Palazzo Carpegna. Nel 1920 il museo e l'istituto furono spostati in alcune palazzine del giardino zoologico, mentre nel 1927 furono spostati al policlinico, al palazzo di patologia e di anatomia patologica, ove rimasero fino al 1971, quando furono spostati nell'università.

#### Struttura
Tra le varie collezioni del museo degne di menzione sono:

##### Collezione generale
La collezione deriva da varie raccolte effettuate da Federico Hartig in varie zone d'Italia, dal CNR, da lasciti e da vari acquisti.

##### Collezione Federico Hartig
Trattasi di collezione di Lepidotteri sistemati in 750 scatole.

##### Collezione Mario Salfi
La collezione ospita degli Ortotteri di piccolo taglio sistemati in 250 scatole.

##### Collezione Marcello Cerruti
La collezione raccoglie dei Coleotteri di piccolo taglio sistemati in 150 scatole precedentemente sistemati nella collezione generale.

### Museo di Idraulica
Il museo di idraulica è sito presso la sede della facoltà di ingegneria, nel centro storico di Roma.
Il laboratorio fu costruito negli anni trenta ed è stato influenzato dalla scuola romana e consta di attrezzature all'avanguardia. Tra gli strumenti conservati nel museo vi sono: strumenti atti a misurare il livello e la pressione; attrezzi da falegname ed officina meccanica atti a realizzare dei modelli idraulici; strumenti elettrici ed elettronici atti ad essere collegati con gli strumenti idraulici; cineprese e macchine fotografiche usate per fare delle riprese dei flussi.

### Orto botanico
Fu voluto da papa Alessandro VII nel 1660 e fu istituito presso la Fontana Paolina al Gianicolo. Nel 1820 fu spostato al giardino di Palazzo Salviati alla Lungara per via delle possibilità che esso aveva per coltivare le piante. L'attuale conformazione risale al 1883 quando fu spostato nell'attuale sede del giardino di Palazzo Corsini.